# نئو لادیسم
نئو-لادیسم (Neo-Luddism) یا لادیسم جدید (new Luddism) فلسفه‌ای است که با بسیاری از شکل‌های فناوری‌های امروزی مخالف است. این نام براساس میراث تاریخی لادیسم انگلیسی، که بین سال‌های ۱۸۱۱ تا ۱۸۱۶ فعال بودند، بنا شده‌است.
نئو-لادیسم یک جنبش بدون رهبر گروه‌های غیروابسته است که در مقابل فناوری‌های نوین مقاومت می‌کنندکه برخی یا همه فناوری‌ها به سطح ابتدایی تر برگردند. نئو-لادیسم با یک یا چند روش زیر مشخص می‌شود:
1. ترک بی‌مقاومت استفاده از فناوری
2. آسیب رساندن به کسانی که فناوریِ مضر برای محیط زیست تولید می‌کنند
3. حمایت از ساده‌زیستی، یا خرابکاری فناوری.

جنبش نوین نئو-لادیسم با جنبش ضد جهانی‌سازی، جنبش ضد علمی، آنارشی-بدوی، محیط‌گرایی رادیکال و بوم‌شناسی ژرف‌نگر ارتباط دارد.
نئو-لادیسم بر مبنای نگرانی از تأثیر فناوری بر روی افراد، جوامع آنها یا محیط است، نئو-لادیسم استفاده از اصل احتیاط برای همه فناوری‌های جدید را تصریح می‌کند، و اصرار دارد که فناوری قبل از پذیرش، به دلیل اثرات ناشناخته‌ای که ممکن است فناوری‌های جدید الهام‌بخش باشد، ایمن بودن آن اثبات شود.

## نگرش
نئو-لادیسم خواستار کاهش یا توقف توسعه فناوری‌های جدید است. نئو-لادیسم سبک زندگی‌ای را تجویز می‌کند که فناوری‌های خاص را کنار می‌گذارد، زیرا معتقد است این بهترین چشم‌انداز برای آینده است. همان‌طور که رابین و وبستر بیان کردند، «بازگشت به طبیعت و آنچه به عنوان جوامع طبیعی تر تصور می‌شود.» به جای سرمایه‌داری صنعتی، نئو-لادیسم جوامع کشاورزی در مقیاس کوچک مانند جوامع آمیش و جنبش چیپکو در نپال و هند را به عنوان الگوهایی برای آینده تجویز می‌کند.